# IChat
iChat（別名:iChat AV）とはAppleが開発したOS Xオペレーティングシステム対応のインスタントメッセージアプリケーションソフトウェアである。XMPP/JinglieやOSCAR(AIM)プロトコルを通じてのインスタントテキストメッセージや音声、映像、画面共有機能に対応している。またBonjourプロトコルを通じてユーザーを検索した上でのローカルネットワークディスカッションも可能である。
2012年2月16日現在、iChatは開発を終了し、OS X 10.8 "Mountain Lion"のメッセージに置き換えられている。AppleがOS X Mountain Lionのプレビューを発表した同じ2月16日現在Appleのウェブサイトではメッセージの一般公開ベータ版がダウンロードできる。

## インターフェイス
iChatはAquaインターフェイスやふきだしを使用し、オンラインチャットエクスペリエンスを擬人化を描写する。また、緑（会話可能状態）、黄色（アイドル状態）、赤（会話不可能状態）のアイコンがバディーリストにある各接続ユーザー名の次に表示されている。色盲のユーザーに対しては色だけでなく形状の違いでステータスを表示するように変更できる。

## 歴史
最初にリリースされたのはMac OS X v10.2が発表された2002年8月で、アドレス帳とメールアプリケーションを統合し、Mac OS X（一度ファーストパーティのAIMアプリケーションは未だクラシックエミュレーションで動作している）にネイティブに対応するAIMクライアントを正式にサポートしたものになっている。

### iChat AV
2003年6月AppleはiChatのセカンドメジャーバージョンである「iChat AV」を発表した。業界標準のSession Initiation Protocol (SIP)を基にしたビデオ・音声会議機能が追加された。最新バージョンはMac OS X v10.3と共にリリースされ、29.95ドルで発売されたMac OS X v10.2とは別売りになった。

### iChat AV 2
2004年2月、AOLはWindowsユーザー向けにAOL Instant Messenger (AIM)バージョン5.5を発表したが、AIMプロトコルでのビデオチャットは可能なものの音声チャットは不可能で、AppleのiChat AVと互換性があるものだった。同日AppleはMAC OS XユーザーがAIM 5.5ユーザーとビデオ会議ができるiChat AV 2.1のベータ版をリリースした。

### iChat AV 3
同年6月、スティーブ・ジョブズはMac OS X v10.4に内包されたiChat AVの次バージョンを発表した。iChat AV 3では1つのビデオ会議で4人まで、音声会議を10人まで参加できるようになった。加えてiChatの新バージョンではH.264/AVCコーデックを採用したことでH.263コーデックを使っていた旧バージョンよりも高画質な映像を可能にした。またXMPPプロトコルに対応したことでユーザーは直接Google トークに接続できるようになり、Facebook ChatやYahoo! Messengerを含むサービスのユーザーにも間接的に接続できるようにもなった。しかし、サポートには制限もありアカウントの作成やサービスディスカバリーやフルマルチユーザーチャットといったXMPPのいくつかの機能はサポートしなかった。iChat 3にはまたBonjourプロトコル（旧名Rendezvous）も含まれており、ユーザーローカルネットワーク上でiChat Bonjourメッセージを可能にしているユーザーを自動的に検索できるようになっている。
2005年10月、iChatは暗号化したやり取りに対応したが、AppleのMobileMe（.Macとして知られる）の有料会員のみに適用されるものだった。Mac OS X v10.4.3へのアップデート時にこれらの機能を内包したiChat 3.1がリリースされた。このバージョンではまたXMPPマルチユーザーチャットへの対応が追加された。
2007年3月、AppleはMac OS Xをv10.4.9にアップデートし、FireWire対応のカメラだけでなく、USB video device class (UVC)対応カメラをiChatで使用できるようになった。これによりiChat AVにおいて非常に多くの種類のカメラが使用可能になった。

### iChat 4
Mac OS X v10.5に内包されたiChat 4はiChatシアター、バックドロップ、Screen Sharing機能が追加された。iChatシアターはユーザーが、写真や基調プレゼンテーションやビデオチャットセッションの映像といったQuick Lookサポートファイルを共有することができる。「バックドロップ」はビデオチャットの背景に写真や映像を挿入できる機能で、Screen Sharingは2人のMac OS X Leopardユーザーが同じデスクトップを操作し、共同作業出来る機能である。他にはマルチログイン、アニメーションアイコン、ライブビデオチャットでPhoto Boothエフェクトの使用、タブチャット機能がある。

### iChat 5
Mac OS X v10.6と共にiChat 5.0がリリースされ、640×480ビデオに必要な帯域幅が削減、iChatシアターも同解像度対応にアップグレードされた。

### iChat 6
Mac OS X v10.7と共にリリースされたiChat 6.0ではYahoo Messengerに対応し、iChatユーザーはYahoo Mailアカウントで文章、声、映像を使ったチャットが可能になった。またサードパーティ製プラグインへの対応で最終的に他のプロトコルにソフトウェアとの互換性を持たせることになった。

### Messages
2012年2月16日、AppleはMessagesというMac OS Xのメッセージクライアントをプレビュー版OS X Mountain Lionの一部として発表した。またiMessageプロトコルに対応することでiOSクライアントとの互換性を持たせることになった。またFaceTimeにも対応し、可能な場合にこのサービスを介したビデオ会話ができるようになった。AppleはMac OS X Lion上で動くMessageのダウンロード可能なベータ版を速やかに公開した。

## 対応プロトコル
iChatのAIM対応はAOLに完全に承認され、AIM OSCARプロトコルの公式な実装を使用している。XMPP転送を使用することにより、iChatはAOL Instant Messenger、Yahoo! Messenger、MobileMe、ICQ、XMPPのクライアントとして使用することやGoogle トークのコンタクトをXMPPのペインに統合させることが可能である。